# Madziarozaur
Madziarozaur (Magyarosaurus) – rodzaj małego zauropoda, żyjącego w mastrychcie na terenach dzisiejszej Rumunii. Jest to jeden z najmniejszych znanych zauropodów. Dorosłe madziarozaury osiągały zaledwie 6 m długości. Został on zaliczony przez Kristinę Curry Rogers do nienazwanego kladu tworzonego przez rapetozaura i saltazaury. Przyczyną jego niewielkich rozmiarów była niewielka ilość pożywienia dostępnego na małej wyspie, na której żył.

## Odkrycie
Pierwsze szczątki madziarozaura zostały odkryte przez barona Nopcsę w Hunedoarze – regionie zachodniej Rumunii. Nopcsa opisał je jako należące do nowego gatunku tytanozaura – T. dacus. Epitet gatunkowy tego gatunku pochodzi od Daków – starożytnego ludu zamieszkującego tereny współczesnych: Rumunii i częściowo Węgier. Von Huene zorientował się jednak, że "T." dacus należy do nowego rodzaju zauropoda, którego opisał w 1932 pod nazwą Magyarosaurus. W tym samym roku opisał on dwa nowe gatunki należące do rodzaju Magyarosaurus, ale obecnie są one zazwyczaj uważane za synonimy M. dacus – gatunku typowego.

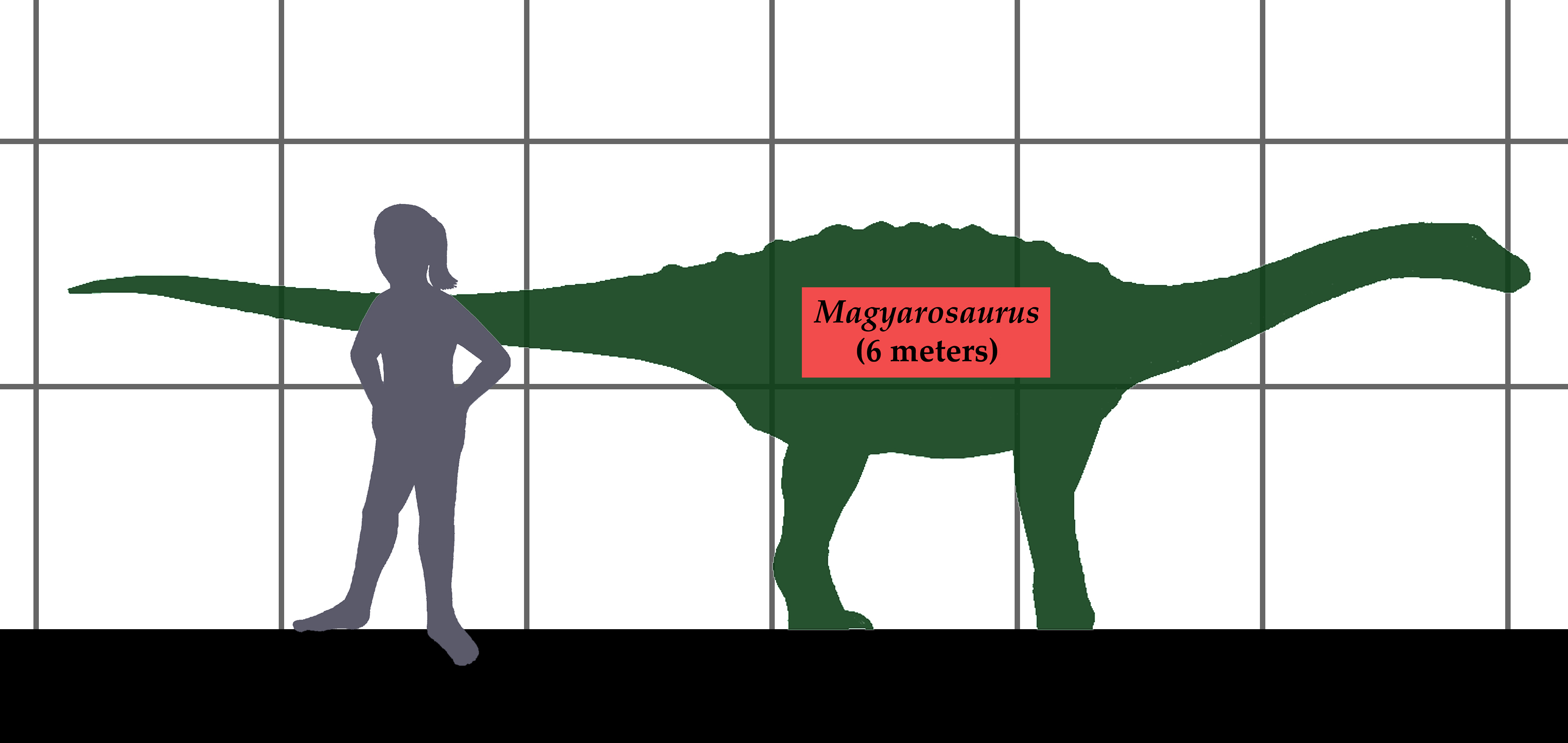
Porównanie rozmiarów człowieka i madziarozaura

## Paleobiologia
Madziarozaur występował na terenach dawnej wyspy Hațeg. W późnej kredzie Europa była archipelagiem wulkanicznych wysp, które często były niewielkie. Niewielka ilość dostępnego pożywienia i innych zasobów naturalnych doprowadziła do karłowatości żyjących tam roślinożerców, co doprowadziło też do skarłowacenia mięsożerców. Na wyspie Haţeg obok madziarozaura żyły takie dinozaury jak nodozaur Struthiosaurus, iguanodont Rhabdodon, Elopteryx – niewielki teropod o niepewnej pozycji systematycznej – oraz hadrozaur Telmatosaurus.

## Gatunki
Szczątki wszystkich wymienionych poniżej gatunków odkryto w mastrychckich osadach łożyska Sinpetru (Judethean Hunedoara, Rumunia)
Magyarosaurus dacus (von Huene, 1932, początkowo opisany jako Titanosaurus dacus (Nopcsa, 1915)
Znany z izolowanych szczątków 10 osobników.
Magyarosaurus hungaricus (von Huene, 1932)
Najprawdopodobniej synonim M. dacus. Opisany na podstawie pojedynczej kości strzałkowej.
Magyarosaurus transsylvanicus (von Huene, 1932)
Znany z izolowanych kości pozaczaszkowych. Zazwyczaj uważany za synonim M. dacus.